# 雲遜·韋爾
雲遜·盧卡斯·韋爾（Vincent Lucas Weijl，1990年11月11日—），生於荷蘭阿姆斯特丹，荷蘭足球運動員，司職左中場，現時效力香港超級聯賽球會愉園。

## 球員生涯
韋爾生於荷蘭阿姆斯特丹，出身於荷蘭甲組足球聯賽球會阿爾克馬爾青年軍，在2008年以17歲之齡轉會至由賓尼迪斯執教的英超球會利物浦，並且曾於預備組與謝拉特及費蘭度托利斯同場上陣，及後又當過利物浦在英超的後備，直到賓尼迪斯離隊後韋爾沒有出場機會並於2010年外借回荷蘭球會靴蒙特。在2010年8月27日加盟西班牙球會伊巴並簽約兩年，但因出戰機會較少，返回荷蘭加盟甘堡爾。
韋爾在2013年12月5日來港加盟南華，於2013年12月6日以3–1擊敗標準流浪的高級組銀牌8強首次為球隊上陣，直到2014年1月18日以4–1擊敗公民的聯賽取得加盟後首個入球。
和富大埔於2014年8月21日宣佈簽入韋爾，他於2015年5月2日以3–3逼和傑志的聯賽大演帽子戲法，最終和富大埔亦護級失敗。而韋爾則轉投西乙B球會富恩勒比達。

## 個人生活
2014年9月，有網民在社交網頁中上載圖片，指韋爾乘搭過海隧道巴士307路線時，晾高雙腳還將行李放在隔離的座位，並批評他沒有公德心引來大批網民和應，而韋爾事後接受訪問時表示，從來沒有想過自己當時在巴士上的坐姿，會引起這麼大的回響，並向市民道歉及保證將來不會再次發生。

## 榮譽
伊巴
- 西班牙足球乙二級聯賽冠軍（2010–11季度）

甘堡爾
- 荷蘭乙組足球聯賽冠軍（2012–13季度）

南華
- 香港高級組銀牌冠軍（2013–14季度）
- 香港超級聯賽季後附加賽冠軍（2013–14季度）

阿克拉內斯
- 冰島甲組足球聯賽冠軍（2018–19季度）

阿姆斯特丹
- 荷蘭丙組足球聯賽冠軍（2019–20季度）

## 外部連結
- 香港足球總會網站球員資料 （页面存档备份，存于）